# Historia Aleksandra Wielkiego

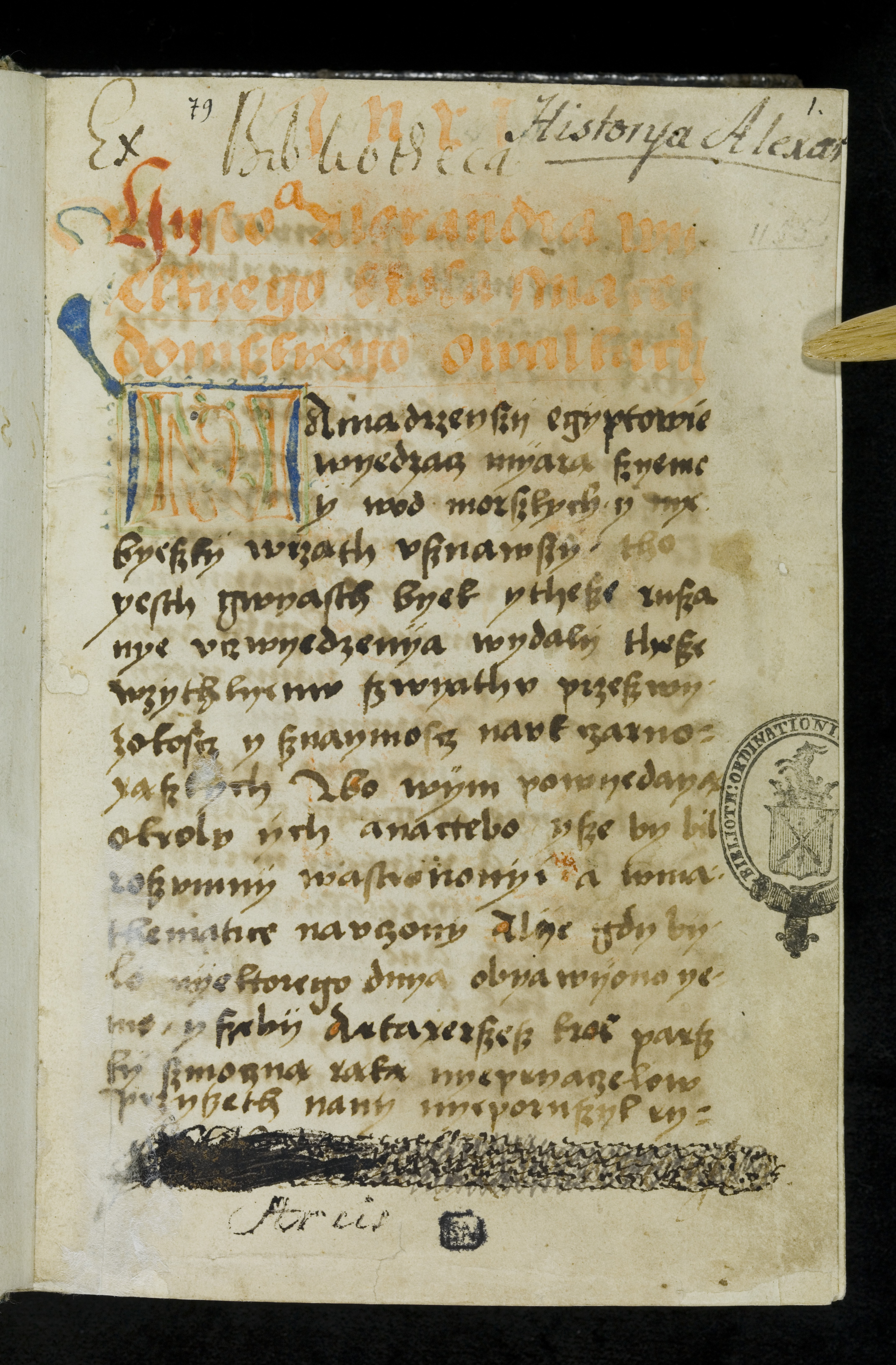
Pierwsza strona oryginalnego zapisu utworu

Historia Aleksandra Wielkiego, krola Macedońskiego, o walkach – utwór prozatorski w języku polskim z początku XVI wieku.
Utwór został przetłumaczony lub tylko zapisany przez Leonarda z Bończy. W rękopisie jako data ukończenia pracy podany jest rok 1510. Rękopis był własnością Zygmunta Augusta i znajdował się w jego zbiorach bibliotecznych w Wilnie. Później znajdował się w Bibliotece Ordynacji Zamojskiej w Warszawie. Współcześnie manuskrypt przechowywany jest w Bibliotece Narodowej w Warszawie (sygn. Rps BOZ 79). Manuskrypt zawiera 262 + XII kart o wymiarach 20×14 cm (karty III–XII są niezapisane). Tekturowa oprawa pochodzi z XIX wieku. Według danych Biblioteki Narodowej manuskrypt powstał około 1510.
Pierwowzorem dzieła był utwór Historia Alexandri Magni, regis Macedioniae, de proeliis z X wieku, znany w Polsce od XIII wieku, a kopiowany w XIV i XV. Dzieło to, wywodzące się z greckiego tekstu Aleksandreida przypisywanego Kallistenesowi, opowiadało o czynach Aleksandra Wielkiego, zawierało przy tym wiele opowieści legendarnych i fantastycznych.
Historia opowiada najpierw o dzieciństwie i młodości Aleksandra, a następnie o bajecznych przygodach podczas wypraw na wschód. Aleksander spotyka dziwne rośliny i zwierzęta, dzięki pojazdowi zaprzęgniętemu w gryfy unosi się w powietrze, w szklanej skrzyni zostaje spuszczony na dno morza. Z listów władcy Dindimusa dowiaduje się o utopijnej krainie, gdzie cnotliwi mieszkańcy żyją szczęśliwie na łonie natury, nie znając pracy ani wojen.
Tekst polskiego tłumaczenia jest dosyć nieporadny. Obfituje w błędy wynikające z niewystarczającej znajomości łaciny.
W 1550 ukazało się drukiem drugie polskie tłumaczenie łacińskiego pierwowzoru – Historia o żywocie Aleksandra Wielkiego.